# 防具付き空手
防具付き空手（ぼうぐつきからて）は、空手の競技形式の一つ。防具付空手、防具空手、防具付試合、防具付組手ともいう。また、防具付き空手のうち、技が決まっても「止め」がかかるまでに時間をとり、その間決まった連続技も加算する加点方式を採用するものを硬式空手という（防具付き空手の一種が硬式空手であり、防具付き空手＝硬式空手ではない）。

## 概要
防具付き空手とは、空手道における組手の稽古および競技を防具を着用して直接打撃で行うものを言う。いわゆる広義のフルコンタクト空手であるが、そもそも防具付き空手とは錬武会や錬心舘などの伝統派空手の一部が長年掛けてルールと防具を改良し完成させたものであるので、それらの団体は伝統派空手にも分類される。空手の競技ルールとしては、寸止めやフルコンタクトルールよりも歴史は長く、空手界初の全国空手道選手権大会も防具付きルールで行われていた。しかし、寸止めが主流になった現在では、多数の連盟や会派に細分化されている。
なお、日本拳法（日拳）は防具を付ける点など競技形式の類似から防具付き空手としばし混同されるが、創始者が柔道家であり、空手の組手競技とは異なった成立過程であるので、ここでは含めない。

## 歴史

### 戦前

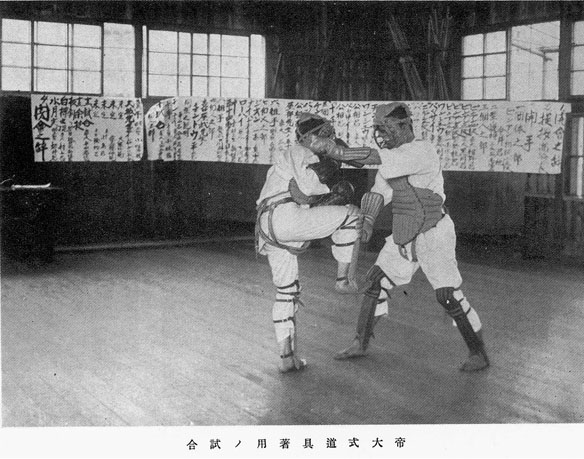
東大の防具付き空手試合（昭和4年）

1922年（大正11年）、船越義珍が第一回体育博覧会出席を機に上京して空手の指導をはじめると、本土では若者・学生を中心に形稽古中心の沖縄空手とは異なり、約束組手の創作や組手試合の実現が試みられるようになった。
昭和2年（1927年）、東京帝国大学の唐手研究会が独自に防具付き空手を考案し、空手の試合を行うようになった。これを主導したのは坊秀男（後の和道会会長・大蔵大臣）らであったが、当時この師範であった船越は激怒し、昭和4年（1929年）東大師範を辞任する事態にまで発展した。なお、船越が空手の試合化を否定した動機は不明だが、初期の高弟であった大塚博紀（和道流）や小西康裕（神道自然流）によると、船越は当初15の型を持参して上京したが、組手はほとんど知らなかったという。
ほかにも、本土では本部朝基、摩文仁賢和（糸東流）、澤山宗海（澤山勝）（日本拳法）、山口剛玄（剛柔流）等が独自に防具付き空手を研究していたが、制度として定着するまでには至らなかった。また、沖縄では屋部憲通が防具を使った組手稽古を沖縄県師範学校ではじめた。いずれにしろ、戦前の空手家が目指したのは、素手・無防具による狭義のフルコンタクト形式ではなく、防具着用による直接打撃制空手であった。

#### 年表
- 1922年（大正11年） 船越義珍が第一回体育博覧会出席。型の演武を行う。
- 1927年（昭和2年） 東京帝国大学の唐手研究会が独自に防具付き空手を考案。組手稽古を導入。
- 1929年（昭和4年） 船越が東大師範を辞任。組手を行う事に激怒したためと伝えられている。

### 戦後
やがて韓武舘、養成館(後の千唐会)、錬心舘など、空手を防具付きで競技化する団体が誕生し始めた。韓武舘は糸洲安恒の直系を自認する遠山寛賢の高弟達により、GHQによる武道禁止令の監視を逃れる目的で尹曦炳を館長として設立された無流派主義の道場であり、組手に剣道の防具を使って防具付き空手を行った。武道禁止令が緩和されると韓武舘は錬武舘に改称し、昭和29年に空手界最初の全国大会である全国空手道選手権大会を開催した。この、韓武舘や錬武舘の防具付き空手を主導したのは、戦後の空手言論界をリードした金城裕（当時、韓武舘副館長）であった。また、日本の空手界を防具付き空手によって統一することを志した実業家の蔡長庚による支援があったことも防具付き空手の普及を後押しした。韓武舘には大山倍達もよく顔を出して巻藁などを突いていたが、この時、大山は防具付き空手にあまり関心を示さなかったと言われる。
昭和34年5月には錬武舘を中心として全日本空手道連盟（旧）が成立。流派を超えた空手の統一組織として結成され、総本部を遠山寛賢の修道舘に置き、会長に蔡長庚、副会長小西康裕（神道自然流）、金城裕（韓武舘）、顧問に大塚博紀（和道流）、山田辰雄（日本拳法空手道）、儀間真謹（松濤館流）、理事に保勇（少林寺流錬心舘）など、当時の空手界重鎮多数が就任。同年同月の同連盟主催の「第5回全日本空手道選手権大会」には錬心舘や千唐会も出場した。

#### 年表
- 1930年（昭和5年）頃 東京大学の唐手研究会、大阪の摩文仁賢和、立命館大学の山口剛玄、剛柔流の宮城長順等がそれぞれで防具の使用を試みていた。また沖縄でも一時期は防具着用による試合が沖縄拳法（中村茂）の名称で行われていた。
- 1931年（昭和6年） 遠山寛賢が東京に修道舘道場を設立。
- 1945年（昭和20年） 修道舘の高弟らにより韓武舘道場が成立。敗戦国国民の日本人ではなく連合軍から「解放」された朝鮮人が師範を務めるという体裁を取ることによって、戦後の武道禁止令の中GHQの監視を逃れることができたため、稽古に剣道の防具を付けた組手を採用する。
- 1946年（昭和21年） 熊本県菊池郡隈府町に養成館道場が成立。これが後に千唐会へと発展する。
- 1951年（昭和26年） GHQによる武道禁止令の緩和により、韓武舘が閉鎖し錬武舘が設立。防具付き空手を継承する。
- 1954年（昭和29年） 東京、神田共立講堂で空手界にとって初の全国大会である、全国空手道選手権大会が防具付きルールで開催される[7][8]。優勝は須賀信行。この大会は「全国防具付空手道選手権大会」として、錬武会の主催で今も開催され、空手道において最も歴史がある全国規模の大会となっている。
- 1955年（昭和30年） 鹿児島県鹿児島市高麗町に初代宗家・保勇が少林寺流空手研究会錬心館道場（現在の「全日本少林寺流空手道連盟錬心舘」）を設立[9]。
- 1959年（昭和34年）5月 錬武舘を中心として全日本空手道連盟（旧）が成立。流派を超えた空手の統一組織として結成され、総本部に遠山寛賢の修道舘を迎え、会長に蔡長庚、副会長に小西康裕（神道自然流）、金城裕（韓武舘）、顧問に大塚博紀（和道流）、山田辰雄（日本拳法空手道）、儀間真謹（松濤館流）、理事に保勇（少林寺流錬心舘）など、当時の空手界重鎮多数が就任し、同年同月の第５回大会から「全日本空手道連盟選手権大会」として後楽園ジムナジアムで開催[10][8]。

### 錬武会と錬心舘、硬式空手の分岐

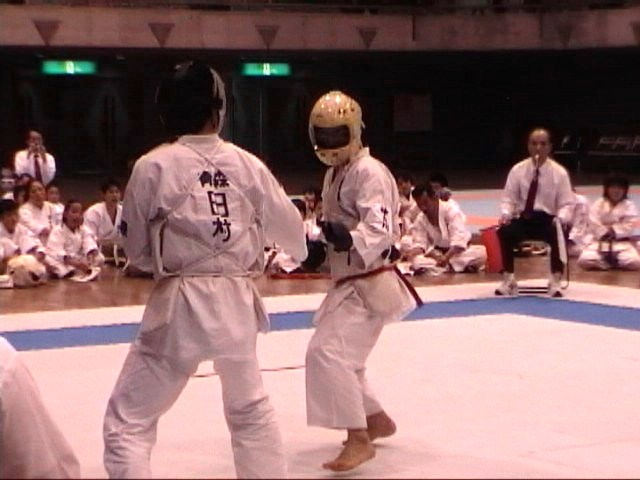
錬武会の組手。防具はストロングマンを着用している。

全日本空手道連盟（旧）が成立したものの、当時の防具はまだ危険度も高く、安全性の高い寸止め空手が中体連、高体連に浸透したこともあり、松濤館流、和道流、剛柔流、糸東流の四大流派と諸派が中心となって新たに全日本空手道連盟が昭和39年に成立（昭和44年には法人の認可を取得して、財団法人全日本空手道連盟となる）。それまでの全日本空手道連盟（旧）は日本空手道錬武会として全空連の協力団体となった。その前年には寸止め空手各派との対応を巡り、全日本空手道連盟（旧）の西日本地区で内部分裂が発生。錬心舘の保勇が西日本の分裂した各派をまとめ西日本空手道連盟を結成し、会長となる。
以降、防具付空手界は東日本は錬武会、西日本は錬心舘を中心に発展していく事となる。
錬心舘は1968年（昭和43年）10月に国民体育大会への参加をめざして群馬県前橋市で開催された「第1回全国都道府県空手道選手権大会」において防具付きの部で優勝（鹿児島県チーム）、無防具の部で準優勝（同チーム）をして以降は全空連を脱退し、流派との交流を断絶している。
寸止め空手の財団法人全日本空手道連盟が結成された後、錬武会は全空連との申し合わせ事項により全国大会を6年間中止している(ただしアジア大会は実施)。これにより防具付き空手の発展は大きな弊害を受けるも、この間、鹿児島で錬心舘が「第1回少林寺流全国空手道選手権大会」を開催したことや、全日本清心会が全空連から脱退の上で防具付き空手を開始したことなど、防具付き空手の普及は継続していた。
昭和46年に錬武会は全国大会を再開するも、昭和50年代に入ると、錬武会内部において防具に鉄面のカラテクターを採用し、一撃必殺を標榜することへのアンチテーゼの動きが生まれ始めた。やがて昭和53年に久高正之が新防具のスーパーセーフを開発すると、この防具を採用した多撃必倒的な加点方式の日本硬式空手道協会が誕生。これに錬武舘東京都本部道場も参画。錬武会は同時期に防具改良組織委員会によりストロングマンを開発し防具に採用するが、結局防具付き空手界は「一撃必殺」の錬武会と「多撃必倒」の硬式空手に大きく分岐することとなった。

#### 年表
- 1963年（昭和38年） 全日本空手道連盟（旧）の西日本地区で内部分裂が発生し、錬心舘の保勇が西日本各派をまとめ西日本空手道連盟を結成し会長となる。
- 1964年（昭和39年） 寸止めルールの全日本空手道連盟が結成され、全日本空手道連盟（旧）は空手界発展のため「全日本空手道連盟」の名を譲り日本空手道錬武会として協力団体となる。
- 1967年（昭和42年） 錬心舘が第1回少林寺流全国空手道選手権大会を鹿児島市にて開催。
- 同年 全日本清心会（清心流）において組手に防具を採用することが決定。防具付き空手団体となる。
- 1968年（（昭和43年）10月27日 - 国民体育大会への参加をめざして、体協に加盟する連盟各流各派が参加した「第1回全国都道府県空手道選手権大会」（主催：全国都道府県空手道連盟、主管：群馬県空手道連盟、後援：全日本空手道連盟・会長笹川良一）が群馬県前橋市県スポーツセンターで開催され、錬心舘・保勇を団長とする鹿児島県空手道連盟選手団が防具の部で優勝[12]。
- 1971年（昭和46年） 錬武会が全国大会を再開。
- 1974年（昭和49年） 日本空手道錬武会が全日本空手道連盟錬武会と改称する。8月6日 - 8日　東京都駒沢体育館において全国高等学校体育連盟空手道部主催の「第１回全国高等学校空手道選手権大会」が開催され、競技種目の中に防具組手個人戦および団体戦を採用し実施[13]。
- 1978年（昭和53年） 久高正之がスーパーセーフを開発。
- 同年 錬武舘の中村典夫が、副会長の職を辞職し、錬武会から離れる。
- 1981年（昭和56年） 錬武会の指定防具としてそれまで使われていたカラテクターにかわり、ストロングマンが開発される。
- 同年 日本硬式空手道協会（現在の全日本硬式空手道連盟）が設立され、「第1回全日本硬式空手道選手権大会」が開催される。
- 1985年（昭和60年） 8月9日 - 11日 沖縄県奥武山で開催された「第12回全国高等学校空手道選手権大会」を最後として、インターハイの競技種目から防具組手（錬武会ルール）が外れる。
- 同年 全日本清心会（清心流）において本部の閉鎖に伴う空中分解が発生。各支部は他流への転向や解散、もしくは単一道場会派となる。

### 硬式空手の分裂とルールの多様化

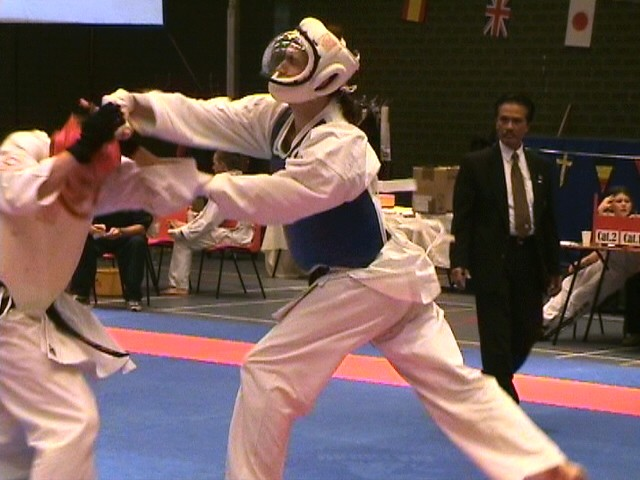
スーパーセーフ着用の組手試合（硬式空手）

1991年（平成3年）、全日本硬式空手道連盟は中村派（現在は千葉派）と久高派に分裂する。また、同年より錬武会の全国大会が全日本防具付空手道選手権大会から全国防具付空手道選手権大会に改称され、千唐会が協力団体からはずれ独自路線を歩み始める（道場単位での参加は現在でも希にある）。また平成12年以降、国際防具付空手道連盟、全日本格斗打撃連盟、日本防具空手道連盟、全国防具空手道連盟など新団体が相次いで発足、各団体はそれぞれ異なるルールを採用したため、防具付き空手界はルールの多様化と団体の細分化が進行する。
しかし、2001年（平成13年）に国民体育大会のデモンストレーション競技として防具付き空手道競技が実施された。宮城県防具付空手道連盟の主管で開催され、全日本空手道連盟錬武会および全日本硬式空手道連盟#千葉派の選手が参加した。
また、2003年（平成15年）に第一回黒川杯空手道選手権交流大会、2006年（平成18年）に日本防具空手道連盟主催の座談会が開催されるなど、団体間の交流は盛んとなりつつあり、選手も防具付き空手の複数のルールをこなすことが多くなっている。全空連の寸止め、実戦空手、グローブ空手との交流を進める団体も増えつつある。
2015年（平成27年）には 東日本大震災復興祈念 全日本防具付空手道選手権大会を錬武会の宮城県防具付空手道連盟を主管とし、全日本空手道連盟錬武会、NPO法人世界硬式空手道連盟、国際千唐流空手道連盟、全日本松涛流空手道連盟藤田会など複数の防具付き空手団体が協賛して開催された。
2024年（令和6年）4月、日本空手道錬武舘総本部が全日本空手道連盟錬武会に復帰。また全日本硬式空手道連盟が社団法人化して各県連盟を整備するなど、防具付空手界でも再編の動きが見られ始めている。

#### 年表
- 1991年（平成3年） 鈴木正文の死去をきっかけとして、全日本硬式空手道連盟が中村典夫（錬武舘）を中心とした中村派と久高正之（少林寺流拳行館）を中心とした久高派に分裂する。なお、この騒動は「全日本硬式空手道連盟」という名称の商標権問題[14]にまで発展することとなる。
- 同年 全日本空手道連盟錬武会の全日本防具付空手道選手権大会が全国防具付空手道選手権大会に改称され、千唐会が協力団体から外れ独自路線を歩み始める。
- 1999年（平成11年） 4月に東京都防具付空手道連盟、埼玉県防具付空手道連盟を中心とした国際防具付空手道連盟が設立され、錬武会から分派、独立する。
- 2000年（平成12年） 国体のリハーサル大会として第21回全東北・北海道防具付空手道選手権大会が開催され、硬式空手勢が友好参戦し、錬武会vs硬式空手として話題になる。
- 2001年（平成13年） 新世紀・みやぎ国体のデモンストレーション競技として防具付空手部門が錬武会の協力のもと、実施される[15]。優勝は佐藤光信。
- 2002年（平成14年） 格斗打撃連盟が設立される。
- 2003年（平成15年） 全日本硬式空手道連盟中村派において中村典夫が退き、2代目会長として千葉拳二郎（剛武舘）が就任。以降、千葉派と呼称されるようになる。
- 同年 第一回黒川杯空手道選手権交流大会が開催される。
- 同年 千葉派の事務局次長であった上杉勝巳を中心に日本防具空手道連盟が設立される。
- 2004年（平成16年） 錬武会において、新型ストロングマンが採用される。
- 2005年（平成17年） 錬心舘が第1回国際親善大会を開催（鹿児島アリーナ）。
- 2006年（平成18年） 財団法人東興協会の組織である全日本セーフティー空手道連盟が内部分裂を起こし、全日本セーフティー空手道連盟は東興協会の組織を離れる。
- 同年 財団法人東興協会の組織として全日本防具空手道連盟が設立され、日本防具空手道連盟の加盟団体（神奈川県連盟の大半と北海道連盟の大半）が合流する。
- 同年 関東地区の日本防具空手道連盟加盟団体も同連盟を脱退し、格斗打撃連盟へ合流する。
- 同年 日本防具空手道連盟の主催で防具付き空手9団体の座談会が開催される。第2回は主催が月刊誌「月刊空手道」となり開催される。
- 2007年（平成19年） 全日本防具空手道連盟は財団法人東興協会を離れ、全国防具空手道連盟として組織改編される。
- 同年 格斗打撃連盟が全日本格斗打撃連盟に名称変更する。
- 2009年（平成21年） 分裂していた清心流諸派のうち、北海道の全日本清心会を中心として全日本清心会空手道連盟が設立される。
- 2014年（平成26年） 全日本格斗打撃連盟が発展的に解消し、全日本格斗打撃空手道連盟が発足する。
- 2015年（平成27年） 東日本大震災復興祈念 全日本防具付空手道選手権大会が錬武会の宮城県防具付空手道連盟を主管として開催される。協賛に全日本空手道連盟錬武会、NPO法人世界硬式空手道連盟、国際千唐流空手道連盟、全日本松涛流空手道連盟藤田会などが加わり、大会名誉会長を菅原茂気仙沼市市長が務め、防具付き空手の流派を超えた大会として気仙沼市総合体育館で開催された。一般男子組手の部優勝は歌津の近藤飛鳥。
- 2016年（平成28年） 衆議院議員國重徹を会長として、錬武会大阪府・兵庫県本部、拳正会空手道連盟などを中心として西日本防具付空手道連盟が発足。西日本防具付空手道選手権大会が開始される。
- 2024年（令和6年）　日本空手道錬武舘総本部が全日本空手道連盟錬武会の埼玉県本部に加盟。約45年ぶりに錬武会復帰をはたす。

## 主要な団体

### 全日本空手道連盟錬武会
戦後GHQによる武道禁止令の中、防具付き空手道を開始した韓武舘を前身とし、1954年（昭和29年）に空手界で最初の全国大会を実施した団体で東京都新宿区に本部事務局を置く。かつての遠山寛賢の修道舘を総本部とした旧・全日本空手道連盟であるが、寸止め空手ルールによる全日本空手道連盟発足後、現在の名称となり全空連の協力団体となった。よって全空連内では会派団体としての形式だが、防具付き空手に賛同した伝統派の諸派による連盟であり、傘下には錬武会(韓武舘)直系の県連盟や県本部と、全日本松涛流空手道連盟藤田会、日本空手道修錬会、日本空手道輝峰会などの諸派の会派団体が並立する形で存在する。また、直系の道場についても遠山寛賢の無流派主義を受け継いでいるため流派名は名乗っていない。組手競技は全日本防具付空手道競技規定に基づき、突き、蹴り、打ちともに「技あり」二つで一本勝ちとなるが、当たりの判定が防具付き空手の中で最も厳しく、相当な威力と正確さが求められる。攻撃の際の形も重視され、技の極めの後には引きを必要とする。足払いは旧式防具（カラテクター）の時代は禁止されていたが、攻撃に繋げる目的でのみ解禁されている。現在はストロングマンという、面、胴、グローブからなる錬武会指定防具を使用する。グローブはパットの位置に改良が重ねられ、フィット感が高いものであるが、足サポーターは着用できない（小学生・中学生・女子は着用が可能）。毎年9月に東京武道館で全国防具付空手道選手権大会を主催しているほか、公認大会として全東北・北海道防具付空手道選手権大会、関東防具付空手道選手権大会、西日本防具付空手道選手権大会、各都道府県大会が開催されている。
詳しくは全日本空手道連盟錬武会の項参照。

### 全日本硬式空手道連盟（千葉派）
1981年（昭和56年）、錬武舘東京本部や拳行館、日本正武館、剛武舘を中心に、錬武会から分かれて作られたのが硬式空手である（歴史を参照）。現在分裂状態にある硬式空手のうち、剛武舘の千葉拳二郎を中心とした連盟を千葉派と呼ぶ。防具はスーパーセーフ、Kプロテクターを着用する。スーパーセーフ系を採用する防具付き空手の団体の中では一番判定が厳しく強打しかポイントにならない。ただし、ストロングマンを採用する錬武会に比べると判定は緩いといえる。また、技が決まっても、「止め」がかかるまでに時間をとり、その間決まった連続技も加算される加点方式を採用しているのが特徴である。毎年夏季に東京の代々木第二体育館で体重別の全日本硬式空手道選手権大会を、冬に愛知県で体重無差別の全国選抜優勝大会を開催している。ルールは上段蹴り2ポイント、その他1ポイントで5ポイント差で勝ちとなる。また、秋季に傘下団体の全日本剛柔流空手道連盟が全日本剛柔流空手道選手権大会を宮城県総合運動公園総合体育館を開催している。
詳しくは全日本硬式空手道連盟#千葉派の項参照。

### 全日本硬式空手道連盟（久高派）
1981年（昭和56年）、錬武舘東京本部や拳行館、日本正武館、剛武舘を中心に、錬武会から分かれて作られたのが硬式空手である（歴史を参照）。
現在分裂状態にある硬式空手のうち、拳行館の久高正之を中心とした連盟を久高派と呼ぶ。千葉派と異なり、国内の傘下団体は、拳行館の支部でほぼ一流一派の単独会派となっているが、国外では空手以外の道場も積極的に受け入れている。この連盟の上部団体として世界硬式空手道連盟、ジュニアの団体として全日本ジュニア硬式空手道連盟があるが、ほぼ同一の組織となっている。ルールは連続して3本以上の技が入り、相手が反撃できなかった場合は一本勝ちとなるが、基本的には2分間試合をし、最終的なポイントによって勝敗が決まる。突き技、打ち技は1ポイント、蹴り技は2ポイントになる。また、技が決まっても、「止め」がかかるまでに時間をとり、その間決まった連続技も加算されるのが特徴である。なお、当たりの判定は千葉派よりも緩い。ただし、大会は一般男子は拳サポーター、足サポーターの使用は禁止され、素手素足で試合は行われる。
詳しくは全日本硬式空手道連盟#久高派の項参照。

### 全日本少林寺流空手道連盟錬心舘
鹿児島県日置市に総本山、鹿児島市に総本部を置く少林寺流錬心舘の空手団体で、初代宗家・保勇が1955年（昭和30年）11月8日に設立。現在は保巖を二代目宗家とする防具付きの一流一派の会派としては国内最大規模の団体で、総本山が所在する鹿児島県をはじめとして、北海道から九州、沖縄県までのエリアを中心として国内外に約1000支部の規模をもち、アメリカ合衆国、イギリス、プエルトリコ、中華民国、フィリピン、フィンランド、インド、ロシア連邦等の諸外国にも多数の支部を持つ。もともと全日本空手道連盟(旧)に加盟していたが、現在の寸止め空手が主流である財団法人全日本空手道連盟の発足以降は他流派との交流を断絶した。組手競技と型競技が行われ、組手競技は16歳未満及び有段者でないものは禁止。ルールは錬武会と同じく強打の技あり二つ先取で一本勝ちであるが、組手スタイルが会派を通じて蹴り技に特化していて、遠心力を利用した回転技、飛び技を多用するのが特徴となっており、現在も古いタイプの鉄面の防具を用いる。なお錬心舘初代宗家・保勇が組手技として後ろ回し蹴り、逆風足刀蹴り、らせん手刀打ち（バックハンドブロー）等を編み出し、空手道に初めて導入した流派である。1967年（昭和42年）8月から毎年夏に少林寺流錬心舘全国大会を開催。2005年（平成17年）7月 から少林寺流錬心舘国際親善大会を開催。
詳しくは少林寺流空手道錬心舘の項参照。

### 防具付全日本空手道連盟
岡山県岡山市に本部を置く日本傳少林寺流全日本滴水會舘を中心に結成された団体。少林寺流空手道錬心舘から独立した団体が中心である。防具はカラテクターを使用。

### 国際千唐流空手道連盟
熊本県熊本市に総本部養成館を置く団体で1946年（昭和21年）設立。千歳強直を宗家とする千唐流の一流一派の会派団体で、カナダのNational Karate Association (NKA)の前身を作った団体でもある。なお、千唐流とは首里手、那覇手の大家（新垣世璋師範、東恩納寛量師範、喜屋武朝徳師範、本部朝勇師範、知念三良師範など）に師事した開祖の千歳強直が医学的知識を加味して独自の体系として作り上げたものである』。
かつては錬武会の全国防具付空手道選手権大会の協力団体であったが現在は独自に大会を開催し、組手ルールは突き蹴りともに「一本」を3つで勝ちとなる。寸止めに近い強度でも残心の正確さでポイントになり、当たり強度よりも形重視のルールとなっている。三年に一度、全日本空手道選手権大会を開催しその翌年に宗家杯国際空手道選手権大会を開催している。

### 日本武道空手玄和会
南郷継正を中心に錬武会の一部と千葉大学や埼玉大学の空手部によって設立された団体。大学空手部への普及に力を入れ、防具付空手界では加盟している大学空手部数が最も多い。南郷継正の著書、『武道の理論 』を会派内での空手の基本理論としているが、これについては会派内外で賛否両論ある。防具は錬武会でかつて用いられていたカラテクターを現在も使用。競技ルールも技あり二つ先取であるが、空手の試合ルールとしては珍しく、上段への蹴り技を禁止していることが特徴となっている。
詳しくは日本武道空手玄和会の項参照。

### 国際防具付空手道連盟
東京都防具付空手道連盟、埼玉県防具付空手道連盟を中心に1999年（平成11年）に錬武会から独立して結成された団体。防具はストロングマン、スーパーセーフなど市販されている面の大半の着用が可能である。錬武会と違い足サポーターも着用できる。当初は錬武会ルールを踏襲し技有り二つで一本勝ちとしていたが、2008年（平成20年）に、「技有り」に満たない軽い打撃も「有効」とし、技有2点、有効1点の4点で勝ちのルールに変更された。日本を本部としてアメリカ、カナダ、メキシコ、台湾、中国、フランス、スリランカ、ニカラグア、ネパール、コスタリカ他に加盟道場があり、東京、台北、カルガリーなどで国際防具付空手道選手権大会を不定期に開催している。また、オープン戦関東防具付空手道選手権大会には全日本硬式空手道連盟（千葉派）の関東圏の道場が多く出場している。

### 全日本セーフティー空手道連盟
平成初期に全日本硬式空手道連盟から独立し、空手とテコンドーを融合させた団体。もともとは鷲会（イーグル会）を中心とし、財団法人東興協会の傘下にあったが、2006年（平成18年）の内部分裂により東興協会を離脱した。現在は合気拳法連盟を中心とし毎年夏に大阪で全日本大会を開催。当たりの判定は緩い。

### 日本防具空手道連盟
2003年（平成15年）、全日本硬式空手道連盟（中村典夫会長）の事務局次長であった上杉会館の上杉勝巳がそれまで活動をしていた連盟を円満退会して新たにNPO法人日本防具空手道連盟を立ち上げた。従来の硬式空手のルールに、より軽いポイントを採択してスポーツ空手競技としての試合形式とし、技も、先取りとして突きは1ポイントで効果、蹴り技は、中段蹴りは有効で2ポイント，上段蹴りは3ポイント技ありとしてコール、突き蹴りにかかわらずダウンを取った場合は技ありとして3ポイント、ダウンしてしばらく立てない場合は8ポイント1本勝ち、また合計で8ポイント差になった場合は1本勝ちとして試合終了、このように判定を明確にすることにより一般の人にもわかりやすい内容とした。そのほかにも、スポーツとはいえ武道精神を重んじてヤジや声援を固く禁じ、応援は拍手のみとして試合終了後は握手をして感謝と相手をたたえる精神を重視している。加盟団体も関東を中心に北海道、関西、中国、四国、九州と全国的に展開をしており全国大会も毎年東京にて開催をする他、地区大会もそれぞれの地域において開催するなど幅広く活動をしている。

### 全国防具空手道連盟
2006年（平成18年）に全日本セーフティー空手道連盟が内部分裂を起こし、日本防具空手道連盟の加盟団体の一部が（同連盟の神奈川県連盟、北海道連盟の大半と東京都連盟の一部）これに合流して設立した団体。当初は財団法人東興協会の組織下にあり、名称も全日本防具空手道連盟であったが、平成19年名称を全国防具空手道連盟に変更し、東興協会から離れる。大会ルールは上段蹴り3ポイント、中段蹴り2ポイント、突き1ポイントの7ポイント差で勝ちの全空連に準用したルールを採用。安全性に配慮し、比較的軽い打撃でもポイントになるのが特徴である。

### 全日本清心会空手道連盟
北海道札幌市に総本部清心館を置く団体で1986年（昭和61年）設立。単一会派団体で当初、日本防具空手道連盟、全国防具空手道連盟に加盟していたが現在はどこにも加盟せず単独路線を歩んでいる。昭和62年より毎年、清心会大会を開催しており、技ありふたつで一本勝ちとなる一本勝負ルールを採用。少年部においては有効をいれて4ポイント制を採用している。
詳しくは全日本清心会の項参照。

### 全日本格斗打撃空手道連盟
2002年（平成14年）に設立された全日本格斗打撃連盟が2013年12月に発展的に解消され、2014年（平成26年）5月に発足した団体。会長は実戦空手道勇誠会の白鳥富美夫、副会長は日本錬武舘流空手道東京錬武舘の浅香浩幸。ルールは複数あり、全日本大会では硬式空手に近いプロテクトルールを、オルタナティブ大会には実戦空手と言われるリアルプロテクトルールを開催。その他、全日本格斗打撃連盟の時代にはグローブ空手ルールでも大会を開催していた。プロテクトルールは上段蹴り2ポイント、その他1ポイントの4ポイント先取りルールを採用、リアルプロテクトルールは中学生以下は4ポイント先取り、一般は技有り二つで一本勝ちとなり相当な威力が求められる。ただし、背刀、手刀、掌底などの伝統的空手技は、正確に極まれば軽くてもポイントとなる。なお読みは、「かくとだげき」とされがちであるが、「斗」は「闘」の当て字であり、正式には「かくとうだげき」である。実際、ロゴにも「KAKUTOU DAGEKI」と記されている。

### 琉球少林流空手道月心会
少林寺流錬心舘から少林流の空手団体として独立。元錬心舘関西連合会会長であった岡田俊郎を宗家とする。関東と関西を中心に支部を展開。神月円心流古武道として古武道、中国拳法、護身術、柔術なども稽古している。独立会派であるが、日本防具空手道連盟、全日本格斗打撃連盟、全国防具空手道連盟、全日本セーフティー空手道連盟、全日本硬式空手道連盟（久高派）、全日本キックボクシング連盟などにも加盟し出場している。毎年夏に月心会全国空手道選手権大会を開催し、会場は大阪と川崎で隔年で行われている。

### 拳正会空手道連盟
昭和49年（1974年）田中拳正を創始者として東海から関西圏の少林寺流錬心舘・剛柔流・糸東流・和道流などの道場が集って結成された連盟で、現在は山川拳正が二代目会長を務める。防具は元々カラテクターを使っていたが、現在は様々なプラスチック製の面の使用を認めている。昭和50年（1975年）7月より全国大会を開始。関西・東海を拠点とする独立会派であるが、各道場は関西地区で西日本防具付空手道連盟、東海地区で愛知県防具付空手道連盟に加盟し、全日本空手道連盟錬武会とは交流がある。

### 全日本防具付空手道連盟
1983年に竜千流（鹿児島）、筑前塾（福岡）、玄瀏館（宮崎）、導気拳会（長崎）によって発足した団体。毎年青少年練成大会を九州で開催している。

## 交流
細分化が進行した防具付き空手界では統一を望む声も少なくないが、空手の戦い方として、違う考え方から異なるルールをそれぞれが提唱しているため、思想とルールを共有した上で統括団体を構築することは現実的に難しい。しかし、会派間の交流が全く無いかと言えばそうではない。2001年（平成13年） 新世紀・みやぎ国体のデモンストレーション競技として防具付空手部門が錬武会の協力のもと実施され、硬式空手からも選手が多く参戦した。また2006年（平成18年）に日防連の呼びかけで防具付団体の座談会が行われ防具付き空手系の9団体が集まり、意見交換が行われた。そして二回目の座談会が月刊空手道主催で開催され、連盟・団体の垣根を越えた防具付き団体の少年部の交流大会である月刊空手道杯が平成18年、平成19年と毎年夏に開催された（ただし平成20年以降は開催されていない）。このように、他流派・他会派の大会に参加することは年々盛んになりつつあり、選手も単一のルールだけでなく複数のルールをこなすことが多くなっている。

## 防具
寸止めでも防具（メンホー）を用いることがあるが、防具付き空手では実際に当てるために、絶対に壊れず衝撃を脳に与えないものでなければならない。連盟や大会により使用できる防具が異なる。また、テコンドーの胴の着用を許可する大会もある。以下に主なものを記す。

### カラテクター
1954年に完成した防具で、空手界初の全国大会である「全国空手道選手権大会」に使用された。現在でも玄和会の指定防具となっている。剣道の防具を参考に空手用に作られたもので、布、皮を主素材としている。安全性に欠け、ムレ等、不衛生、重く動きにくい、デザインが古い、価格が高いなど問題点が多かった。

### ストロングマン
錬武会の指定防具。製造・販売は山甚物産株式会社の特需本部が行う。剣道の防具→カラテクター→ストロングマン（旧）を引き継ぐものであり、見た目も剣道の防具にやや似ている。カラテクターの問題を克服することを目的として開発され、昭和56年の第20回全国大会よりストロングマン（旧）が採用された。しかしストロングマン（旧）はフィット感が悪い他、後頭部のクッションが薄いため転倒後頭部強打の場合は危険であり、死亡事故が過去起こるなど問題を残した。実際に現在、旧型を使用している選手のほとんどが、後頭部や顎の部分にタオルを挟むなどしている。平成16年にストロングマン（新）が開発され、後頭部のクッション性、通気性、フィット感、視界の狭さは大分改善されたが、重量などが解消されていない点などで賛否両論がある。特徴としては、視界の部分に鉄を使用しており、強打でも壊れない点があげられる。ただし、重さから強打を受けた際の首へのダメージが残るという意見もある。また、スーパーセーフより視界が狭い。鉄面であるため日頃から足甲部や拳を鍛えていないと当てた際に怪我をする恐れがある。また胴は、平成19年に新型が発売され、それまで剣道の防具のようについていた垂帯が無くなった他、蛇腹式を採用し、フィット感が向上したものの破損する事例が発生した為、一枚板のものに戻された。

### スーパーセーフ
硬式空手・防具空手をはじめ、多くの団体で広く採用されている顔面防具である。スーパーセーフは金魚鉢メットとも言われるように、キックボクシングのヘッドガードに丸い透明プラスチックを顔面部分に加えたような形状をしている。硬式空手・防具空手以外でもフルコンタクト団体の全日本空道連盟大道塾の北斗旗をはじめ各種大会で採用されており（2007年まで）、頑丈であるが、希に割れる。視界は広く、軽くて怪我も少ないが、プラスチック部分が曇りやすい。また、衝撃はストロングマンより吸収できるものの、前面に突き出しているため、素面と比べて間合いが遠く、フック系の弧の動きでは首へのダメージが大きくなる。類似品にKプロテクター、シールド面がある。Kプロテクターはマーシャルワールドが販売しており、スーパーセーフに比べて視界が断然広く、ダメージの吸収が大きく、頭部への衝撃を緩和している。ただし、スーパーセーフ（500g）より重いため（750g）、衝撃を突きぬけた場合の首へのダメージが大きい。シールド面（JPKF面）は東洋武道具が販売しており全国防具空手道連盟の指定防具となっている。スーパーセーフ（16,800円）、Kプロテクター（15,540円）に比べて値段が安く（13,650円）、また、前者2つが紐で後を縛るのに対して、シールド面はマジックテープ式であるため装着が簡単である。また、顎の部分にゴムチューブをまいているため衝撃を緩和し、頭上部にも保護パットをつけている。初期型はチューブが外れやすかったが改良型はシールド部全周をゴムパットで保護したものに改善されている。

## 参考資料
1. ↑  “【视频】为何李世民不拿开国功臣开刀？？？【历史吧】_百度贴吧”. tieba.baidu.com. 2020年11月27日閲覧。
2. ↑  『拳法概説』（昭和5年1月10日　東京帝国大学唐手研究会発行）
3. ↑  https://blogs.yahoo.co.jp/marufujibunko2015/26326445.html
4. ↑  儀間真謹・藤原稜三『対談・近代空手道の歴史を語る』147頁参照。
5. ↑  『空手道』収録の寄稿文、大塚博紀「明正塾前後」の55頁、ならびに小西康裕「琉球唐手術の先達者」の58、59頁を参照。
6. ↑  三木二三郎・高田瑞穂『拳法概説』収録の金城裕「解説『拳法概説』復刻をめぐって」265頁参照。
7. ↑  『唐手教範　太祖拳　剛柔派』（昭和38年3月1日発行　内外タイムス社　207頁）
8. 1 2  https://blogs.yahoo.co.jp/marufujibunko2015/26500244.html
9. 1 2  https://www.youtube.com/watch?v=VYq4t_87Vx8
10. ↑  『唐手教範　太祖拳　剛柔派』（昭和38年3月1日発行　内外タイムス社　208頁）
11. ↑  錬心舘沖縄地区本部「開祖保勇十段範士の紹介」
12. 1 2  https://web.archive.org/web/20190427101755/http://blogs.yahoo.co.jp/marufujibunko2015/27027357.html
13. ↑  『全国高空連10年の歩み』（昭和59年3月31日　全国高等学校体育連盟空手道部発行）
14. ↑  硬式空手の商標権問題
15. ↑  新世紀・みやぎ国体レポート
16. ↑  錬武会東京都本部「錬武会の空手道とは」より
17. ↑  錬武会東京都本部「防具付空手道競技ルールについて」より
18. ↑  製造は山甚物産株式会社
19. ↑  世界硬式空手道連盟・WKKFルールより
20. ↑  月刊空手道創刊号より　※保勇は全日本空手道連盟(旧)の理事を務めていた。
21. ↑  ただし有段者のうちに少年初段を含めない
22. ↑  http://blogs.yahoo.co.jp/marufujibunko2015/27040221.html
23. ↑  https://www.youtube.com/watch?v=2Cd6Y-NRpao
24. ↑  https://www.youtube.com/watch?v=hU43aD_Dz7Y https://www.youtube.com/watch?v=KJjKKhNNWuo
25. ↑  『徒手空拳 - 人間・保勇』148頁
26. ↑  『月刊空手道　1996/10月号』（福昌堂・発行）「特集・変化自在の必倒テクニック　足技の魔術」25-29頁、『月刊空手道　2001/4月号』（福昌堂・発行）「【THE PEOPLE】拳聖・保勇の生涯と少林寺流錬心舘」61-71頁
27. ↑  『生理解剖医学に立脚せる　全日本空手道連盟千唐会教本』（昭和47年1月15日発行）https://blogs.yahoo.co.jp/marufujibunko2015/26521181.html
28. ↑  http://www.kassatsu.jp/003chitoryu.html
29. ↑  全日本防具付空手道連盟「はじめまして」より

- 錬武会ホームページ　「歴史/history」 - ウェイバックマシン（2001年9月2日アーカイブ分）
- 錬武舘中野ホームページ　「錬武舘の歴史」 - ウェイバックマシン（2004年2月14日アーカイブ分）
- 世界硬式空手道連盟ホームページ　「沿革」
- 防具指南兜編（ss比較） ※スーパーセーフとその類似品の比較
- 総裁への道 - ウェイバックマシン（2004年8月21日アーカイブ分） ※各会派創始者の話あり